# Mike Douglas
Mike Douglas (* 11. August 1921 als Michael Delaney Dowd, Jr. in Chicago; † 11. August 2006 in North Palm Beach, Florida) war ein US-amerikanischer Sänger, Moderator und Schauspieler.

## Leben
Mike Douglas begann als Kind in einem Chor zu singen und sang später als Jugendlicher auf einem Kreuzfahrtschiff auf dem Lake Michigan. Nach seinem Kriegsdienst bei der United States Navy zog er nach Los Angeles. Er wurde Sänger in der Bigband von Kay Kyser und nahm mit ihm zusammen zwei erfolgreiche Songs auf: Im Jahr 1946 den Hoagy Carmichael Song Ole Buttermilk Sky und 1947 The Old Lamplighter. 1950 sang er in dem Walt-Disney-Filmklassiker Cinderella den Prinzen. Ab 1961 begann seine Karriere als Talkshowmoderator in Cleveland bei WKYC-TV, später KYW-TV. In seiner Talkshow The Mike Douglas Show traten zwischen 1961 und 1982 unter anderem John Lennon, Bob Hope, Truman Capote und Richard Nixon sowie die The Rolling Stones, Michael Jackson und Herman’s Hermits auf. Barbra Streisand und Aretha Franklin verdanken ihre Karriere maßgeblich der Show von Mike Douglas. Bereits 1967 erreichte seine Sendung jeden Tag sechs Millionen Zuschauer. Sowohl von seinem höflich-interessierten Fragestil als auch vom Konzept seiner Sendung her, die Promi-Talk mit Comedy-Acts und Musikeinlagen verband, gilt Mike Douglas als Vorläufer von Rosie O’Donnell und Ellen DeGeneres sowie als das damalige Pendant zu Late-Night-König Johnny Carson im Tagesprogramm.
1982 zog sich Mike Douglas in den Ruhestand und weitestgehend auf den Golfplatz zurück.

## Ehrungen
- 1967 – Emmy Award – Individual Achievement in Daytime Television von der National Academy of Television Arts and Sciences

## Filmografie
- 1971: Das vergessene Tal (The Last Valley)
- 1976: Mein Name ist Gator (Gator)
- 1983: The Love Boat
- 1984: Mike Douglas Presents
- 1985: Birds of Prey